# Kerstin Reisenhofer
Kerstin Reisenhofer (ur. 28 września 1979 w Schalchen) – austriacka narciarka alpejska, czterokrotna medalistka mistrzostw świata juniorów.

## Kariera
Pierwszy raz na arenie międzynarodowej Kerstin Reisenhofer pojawiła się 19 grudnia 1994 roku w Val Thorens, gdzie w zawodach FIS Race w gigancie zajęła 29. miejsce. W 1997 roku wystartowała na mistrzostwach świata juniorów w Schladming, gdzie jej najlepszym wynikiem było czwarte miejsce w zjeździe; walkę o podium przegrała z Nadią Styger ze Szwajcarii o 0,01 sekundy. Podczas rozgrywanych rok później mistrzostw świata juniorów w Megève wywalczyła srebrny medal w supergigancie, rozdzielając na podium swą rodaczkę Martinę Lechner oraz Janicę Kostelić z Chorwacji. Największe sukcesy osiągnęła jednak na mistrzostwach świata juniorów w Pra Loup w 1999 roku, gdzie w pięciu startach zdobyła trzy medale. Najpierw zwyciężyła w zjeździe, wyprzedzając bezpośrednio dwie reprezentantki USA: Jonnę Mendes i Alison Powers. Dzień później zajęła trzecie miejsce w supergigancie, przegrywając tylko z Karin Blaser i Silvią Berger. Brązowy medal wywalczyła także w kombinacji, w której lepsze były Caroline Lalive z USA oraz Niemka Stefanie Wolf.
W zawodach Pucharu Świata zadebiutowała 25 lutego 2000 roku w Innsbrucku, zajmując 21. miejsce w zjeździe. Tym samym już w swoim debiucie zdobyła pierwsze pucharowe punkty. Nigdy nie stanęła na podium zawodów tego cyklu, najwyższą lokatę uzyskała 5 marca 2000 roku w Lenzerheide, kończąc bieg zjazdowy na siódmej pozycji. Najlepsze wyniki osiągała w sezonie 1999/2000, kiedy zajęła 83. miejsce w klasyfikacji generalnej. Nie startowała na mistrzostwach świata ani igrzyskach olimpijskich. W 2004 roku zakończyła karierę.

## Osiągnięcia

### Mistrzostwa świata juniorów
| Miejsce | Dzień     | Rok  | Miejscowość | Konkurencja | Czas biegu  | Strata     | Zwyciężczyni     |
| ------- | --------- | ---- | ----------- | ----------- | ----------- | ---------- | ---------------- |
| 4.      | 26 lutego | 1997 | Schladming  | Zjazd       | 1:37,45 min | +0,85 s    | Monika Bergmann  |
| DSQ     | 27 lutego | 1997 | Schladming  | Supergigant | 1:19,96 min | -          | Karen Putzer     |
| 8.      | 28 lutego | 1997 | Schladming  | Slalom      | 1:38,88 min | +3,32 s    | Tanja Poutiainen |
| DSQ1    | 1 marca   | 1997 | Schladming  | Gigant      | 1:56,82 min | -          | Karen Putzer     |
| DSQ     | 26 lutego | 1998 | Megève      | Zjazd       | 1:24,41 min | -          | Martina Lechner  |
| 2.      | 27 lutego | 1998 | Megève      | Supergigant | 1:06,08 min | +0,30 s    | Martina Lechner  |
| 27.     | 28 lutego | 1998 | Megève      | Slalom      | 1:26,48 min | +6,37 s    | Stefanie Wolf    |
| 44.     | 1 marca   | 1998 | Megève      | Gigant      | 1:54,35 min | +6,21 s    | Anja Pärson      |
| 27.     | 9 marca   | 1999 | Pra Loup    | Slalom      | 1:46,62 min | +8,00 s    | Anja Pärson      |
| 19.     | 10 marca  | 1999 | Pra Loup    | Gigant      | 1:53,82 min | +5,26 s    | Denise Karbon    |
| 1.      | 13 marca  | 1999 | Pra Loup    | Zjazd       | 1:11,09 min | -          | -                |
| 3.      | 14 marca  | 1999 | Pra Loup    | Supergigant | 1:14,06 min | +0,66 s    | Karin Blaser     |
| 3.      | 14 marca  | 1999 | Pra Loup    | Kombinacja  | 46,74 pkt   | +34,21 pkt | Caroline Lalive  |

### Puchar Świata

#### Miejsca w klasyfikacji generalnej
- sezon 1999/2000: 83.

#### Miejsca na podium
Reisenhofer nigdy nie stanęła na podium zawodów PŚ.